# Исаиха (Нижегородская область)
Иса́иха — деревня в составе Крутцовского сельсовета Ветлужского района Нижегородской области.
Располагается на правом берегу реки Ветлуги.
По данным на 1999 год, численность населения составляла 8 чел.
| 1999 | 2002 | 2010 |
| ---- | ---- | ---- |
| 8    | ↘5   | ↘4   |